# Preservation, Act 2
Preservation, Act 2 is een album van de Britse rockband The Kinks uit 1974.

## Tracks
- "Announcement"
- "Introduction to Solution"
- "When a Solution Comes"
- "Money Talks"
- "Announcement"
- "Shepherds of the Nation"
- "Scum of the Earth"
- "Second-Hand Car Spiv"
- "He's Evil"
- "Mirror of Love" #
- "Announcement"
- "Nobody Gives"
- "Oh Where Oh Where Is Love?"
- "Flash's Dream (The Final Elbow)"
- "Nothing Lasts Forever"
- "Announcement"
- "Artificial Man"
- "Scrapheap City"
- "Announcement"
- "Salvation Road" #

Opnamen: mei t/m juli 1973 (aangeduid met #), alle overige januari t/m maart 1974.
Mick Avory · Dave Davies · Ray Davies

John Dalton · Gordon Edwards · Ian Gibbons · John Gosling · Bob Henrit · Andy Pyle · Pete Quaife · Jim Rodford